# سینتاس (شهرستان شربختی)
سینتاس (قزاقی: Сынтас) یک شهرک در استان پاولودار کشور قزاقستان است.